# RMS Cedric
El RMS Cedric fue un transatlántico británico construido por el astillero Harland and Wolff de Belfast, en 1903, para la naviera White Star Line. En el momento de su entrada en servicio fue el barco de pasajeros más grande del mundo. El Cedric fue el segundo barco de la serie conocida como los «Cuatro Grandes» (en inglés: Big Four); los otros tres buques de dicha serie eran el Celtic, el Baltic y el Adriatic.
El Celtic y el Cedric fueron los primeros barcos que superaron el arqueo del Great Eastern, diseñado por el ingeniero Isambard Kingdom Brunel en el siglo XIX.

## Historia
El Cedric fue construido en el astillero naval de Harland and Wolff de Belfast (con el número de construcción 337). Fue botado el 21 de agosto de 1902, y fue entregado a la White Star Line el 31 de enero de 1903, siendo en esa época el barco más grande del mundo, no por su longitud pero sí por su arqueo. En esta época, tenía capacidad para 425 pasajeros en primera clase, 450 en segunda clase y 2000 en tercera clase. Inició su viaje inaugural desde Liverpool hacia Nueva York el 11 de febrero de 1903, finalizándolo en siete días. Al año siguiente, realizó un crucero de cinco semanas en el Mediterráneo, que posteriormente repetiría durante la temporada de invierno. El resto del tiempo (y durante toda su carrera comercial), el Cedric solo operaba en la ruta que unía Liverpool con Nueva York.
En noviembre de 1903, algunos rumores contaban que el Cedric, entonces buque insignia de la compañía, había sido hundido por el Titian y que todos sus pasajeros habían muerto. La White Star tranquilizó a las familias explicándoles que los rumores no podían ser ciertos, ya que «el Cedric es de una concepción tal que es prácticamente insumergible». Los rumores resultaron ser falsos, y el buque llegó a Nueva York el 26 de noviembre.
Cuando el RMS Titanic se hundió en abril de 1912, el Cedric estaba en Nueva York, y su salida fue atrasada para permitirle llevar de vuelta al Reino Unido a los supervivientes de la tripulación.

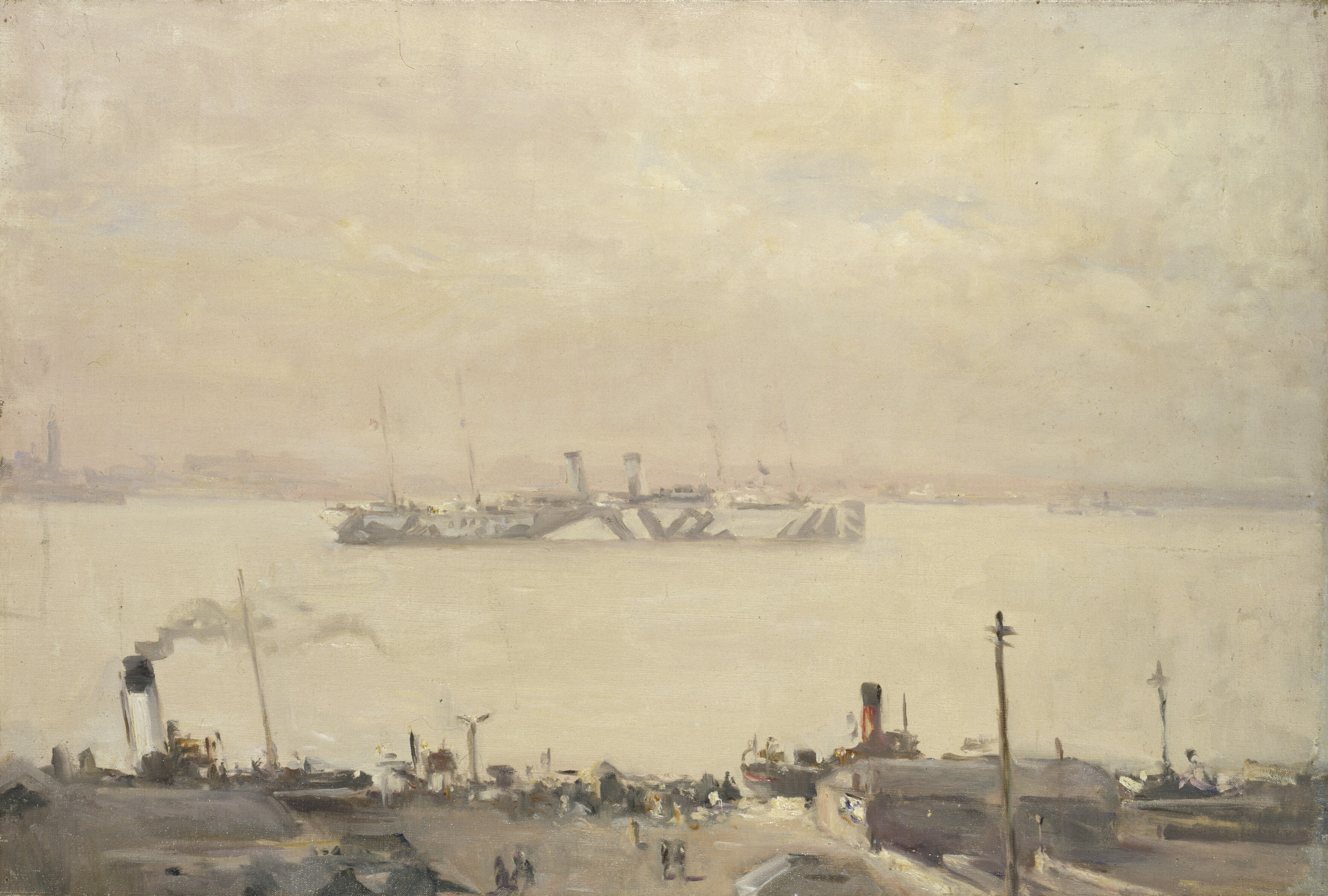
El Cedric, utilizado como transporte de tropas navegando por el río Mersey, ca. 1918.

El 21 de octubre de 1914, después de haber realizado un último viaje a Nueva York, fue requisado y convertido en crucero auxiliar. Se unió al 10.º Escuadrón de Cruceros y operó en el seno de la patrulla A con el RMS Teutonic (también perteneciente a la White Star). Entre finales de 1916 y principios de 1917, sirvió como transporte de tropas hacia Egipto y después hacia los Estados Unidos.
El barco fue devuelto a sus propietarios en septiembre de 1919, y fue llevado a Belfast para ser reinstalada su decoración original. También se modificó la distribución de los camarotes, llevando ahora menos pasajeros: 347 en primera clase, 250 en segunda clase, y 1000 en tercera clase. Esta modificación era la adecuada, debido a que las leyes de inmigración en los Estados Unidos ya no permitían llevar a tantos pasajeros de tercera clase, como se hacía al inicio de siglo (lo cual era bastante rentable).
En 1926, sus instalaciones de tercera y segunda clase fueron reorganizadas para adaptarlas para la nueva clase turista.
Su último viaje entre Liverpool y Nueva York se inició el 5 de septiembre de 1931. En ese mismo año fue vendido a Thomas W. Ward por 22 150 libras y desguazado en Inverkeithing (Escocia) en 1932.

## Características y decoración interior
El Cedric era un poco más espacioso que su gemelo, el Celtic, teniendo un mayor número de camarotes de primera clase. Era un barco de 21 035 toneladas brutas, con 213,36 m de eslora, 22,95 m de manga, dos chimeneas, cuatro mástiles y dos hélices impulsadas por dos máquinas de cuádruple expansión.
En el interior, el Cedric estaba suntuosamente decorado y contaba con numerosas comodidades de lujo. Tenía cubiertas de paseo, un café Verandah, un salón de lectura decorado con grandes ventanales, una sala de fumadores decorada con vitrales y un comedor coronado con una cristalera. El buque también tenía su propia orquesta.